# Isuzu

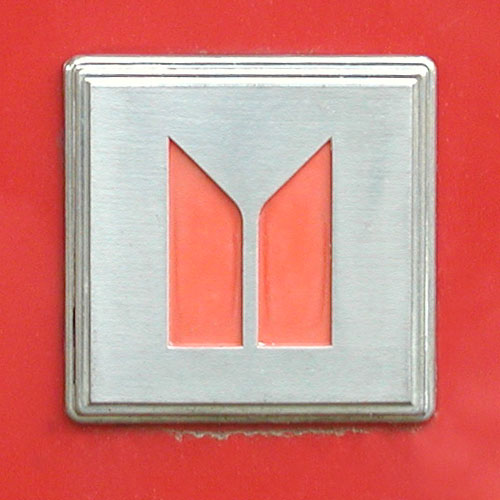
Isuzu-Logo

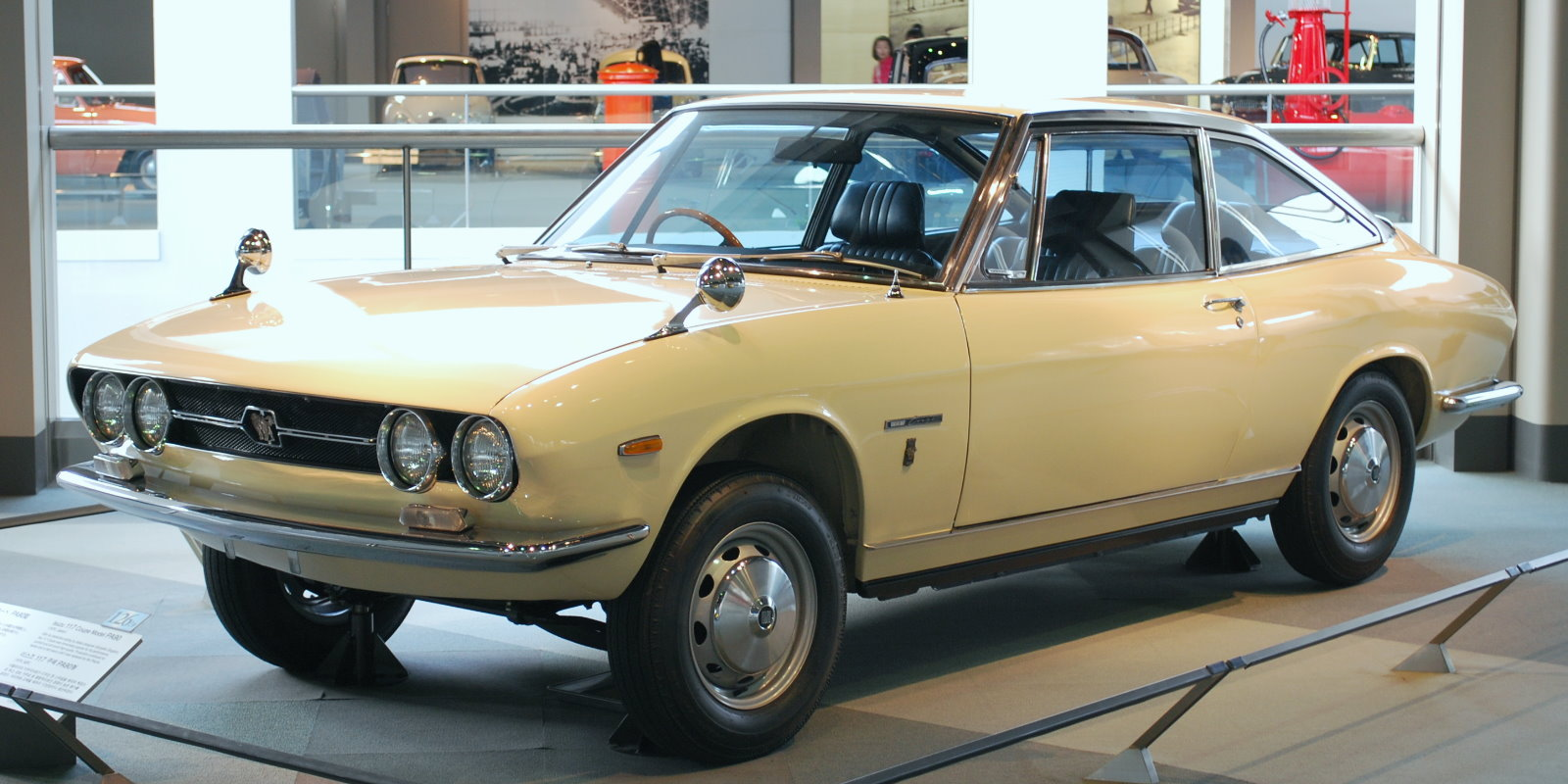
Isuzu 117, 1968–1981

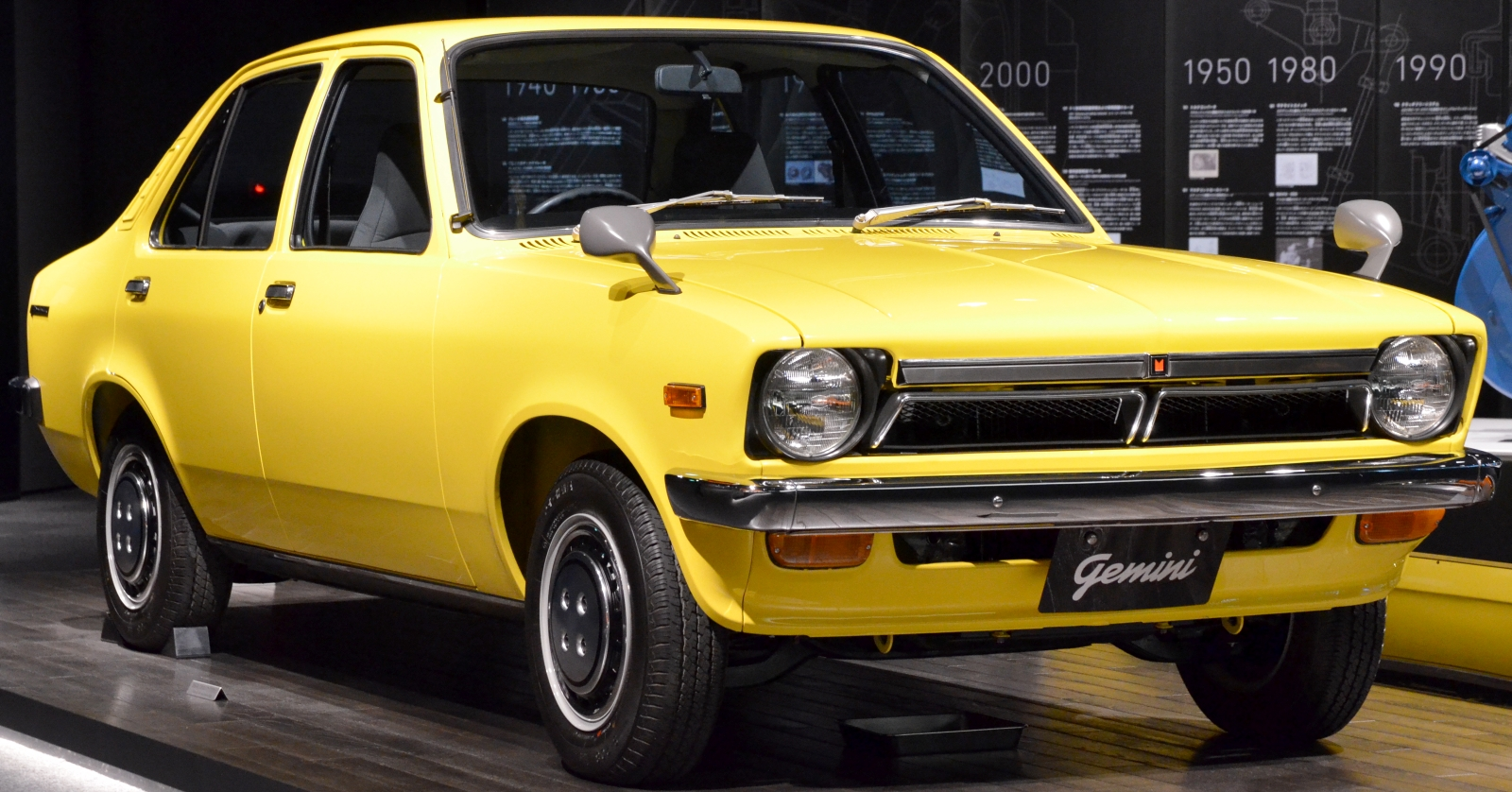
Isuzu Gemini, Isuzu Plaza

Isuzu (japanisch いすゞ自動車株式会社, Isuzu Jidōsha Kabushiki-gaisha, englisch Isuzu Motors Limited), gelistet im Nikkei 225, ist ein japanischer Fahrzeughersteller.

## Geschichte
Das Unternehmen entstand 1916 als Kooperation der Werft Ishikawajima mit den Tokioter Gas- und Elektrizitätswerken. 1918 erwarb Isuzu eine Lizenz des britischen Herstellers Wolseley und vertrieb dessen Fahrzeuge in Ostasien. 1922 begann Isuzu, den Wolseley A-9 selbst zu produzieren. Später wurde ein Lkw entwickelt. 1929 wurde der Automobilbereich aus Ishikawajima als Ishikawajima Jidōsha Seisakusho (石川島自動車製作所, „Ishikawajima-Motorenwerke“) ausgegliedert. 1934 gewährte man den in Hsing-king gegründeten Dōwa Jidōsha Kōgyō K.K. (同和自動車工業株式会社), die seit 1938 Teil der Manshū Jūkōgyō Kaihatsu waren, technische Aufbauhilfe. Produktionsziel waren jährlich 5000 Fahrzeuge, besonders auch Panzerwagen, deren ursprüngliches Design man von den britischen Crossley Motors lizenziert hatte. Ab 1940 entstanden Personenkraftwagen als Isuzu. 1949 erhielt das Unternehmen den Namen Isuzu, nachdem dieser schon 1934 als Markenname verwendet wurde und sich auf den gleichnamigen Fluss beim Ise-Schrein bezieht.
Ab 1953 baute Isuzu den Hillman Minx in Lizenz von Rootes als Isuzu Minx. 1959 kam die erste Generation des Kleinlasters Isuzu Elf auf den Markt. Die ersten PKW-Eigenentwicklungen des japanischen Unternehmens nach der Trennung von der britischen Rootes-Gruppe waren in den 1960er Jahren die Modelle Bellel, Bellett, 117 Coupé und Florian. Im Jahr 1971 beteiligte sich General Motors (GM) an dem Unternehmen. Dies führte dazu, dass sich Isuzu auch an GMs bei Opel entwickelten Weltauto (das Projekt „T-Car“, in Europa unter anderem als Opel Kadett C bekannt) beteiligte, aus dem der Isuzu Gemini hervorging. In den 1980er Jahren erschienen außerdem die Modelle Aska und Piazza. Seit Anfang der 1990er Jahre produziert das Unternehmen nur noch Geländewagen, Lkw und Omnibusse. Zeitweise verkauften Honda sowie die GM-Töchter Holden, Opel und Vauxhall Isuzu-Geländewagen unter ihrem Namen. Darüber hinaus gab es seit 1993 eine Zusammenarbeit mit Honda, unter anderem bei dem kleinen Van Honda Odyssey.
Im November 1994 wurde die Serie Giga im Bereich schwerer LKW eingeführt. Diese hatten Dieselmotoren mit sechs bis zwölf Zylindern und bis zu 30 Liter Hubraum.

### Dieselmotoren im PKW-Bereich
Moderne Dieselmotor-Entwicklungen bei Opel stammten in Opel-Fahrzeugserien zum Teil von Isuzu (1.5 D (Corsa A), 1.5 TD (Corsa A, Kadett E (Export)), 1.7 D (Combo A, Corsa B), 1.7 TDS (Astra F, Vectra A), 1.7 DTI (Astra G, Corsa C, Combo B, Meriva A), 1.7 CDTI (Astra G, H, J, Corsa C, D, Meriva A, B sowie Zafira B) und 3.0 CDTI (Signum/Vectra C). Die Aussage von Opel hierzu war stets, Isuzu stelle innerhalb des GM-Konzerns die Diesel-Kompetenz dar.
Besonders die 1,7-l-Motoren wurden über Jahre weiterentwickelt und an die geltenden Abgasvorschriften in der EU angepasst. So arbeiteten die in den 1990er Jahren eingesetzten 1,7-l-Dieselmotoren noch mit Vorkammereinspritzung, mit und ohne Turbolader sowie einem Ladeluftkühler. Ab Februar 2000 wurde dieser Motor für den Opel Astra G auf Direkteinspritzung umgestellt und mit einem 16-Ventile-Kopf mit zwei obenliegenden Nockenwellen ausgestattet. Es gab ihn in zwei Leistungsstufen mit 55 kW als Y17dt und 48 kW als Y17dtl nur im Corsa C, Combo B und Meriva A. Dieser Motor wurde im Astra G ab 2001 in der Ausstattungsvariante ECO 4 angeboten, der damit das erste „bezahlbare“ 4-Liter-Auto in der Kompaktklasse war. Ab 2004 erhielt dieser Motor dann die Common-Rail-Einspritzung, womit er im Astra J und Zafira B (2011) 81 und 92 kW leistet, im Corsa D sowie Meriva B (2011) 96 kW – jeweils nach Euro-5-Abgasnorm. Dieser Motor gilt als sehr sparsam und haltbar.
Auch Honda bot den 1,7-l-Isuzu-Motor in unterschiedlichen Leistungsstufen in den 2000er Jahren im Honda Civic an. Daneben existierte eine Marineversion des Motors.
Parallel dazu wurden von Opel die 1.3-CDTI- und 1.9-CDTI-Motoren angeboten, die eine Gemeinschaftsentwicklung mit GM Powertrain sind und ursprünglich vom Fiat-Konzern stammen.
Es gab jedoch von Isuzu auch noch die 3,0-l-V6-CDTI-Motoren (Isuzu 6DE1), die der Euro-3- (Opel Y30DT, 177 PS 370 Nm, 330 Nm mit Automatikgetriebe) bzw. der Euro-4-Abgasnorm (Opel Z30DT, 184 PS 400 Nm) entsprechen und im Opel Vectra, Opel Signum und Opel Vectra Caravan eingesetzt wurden.
Der Euro-4-Motor war serienmäßig mit einem Rußpartikelfilter erhältlich.

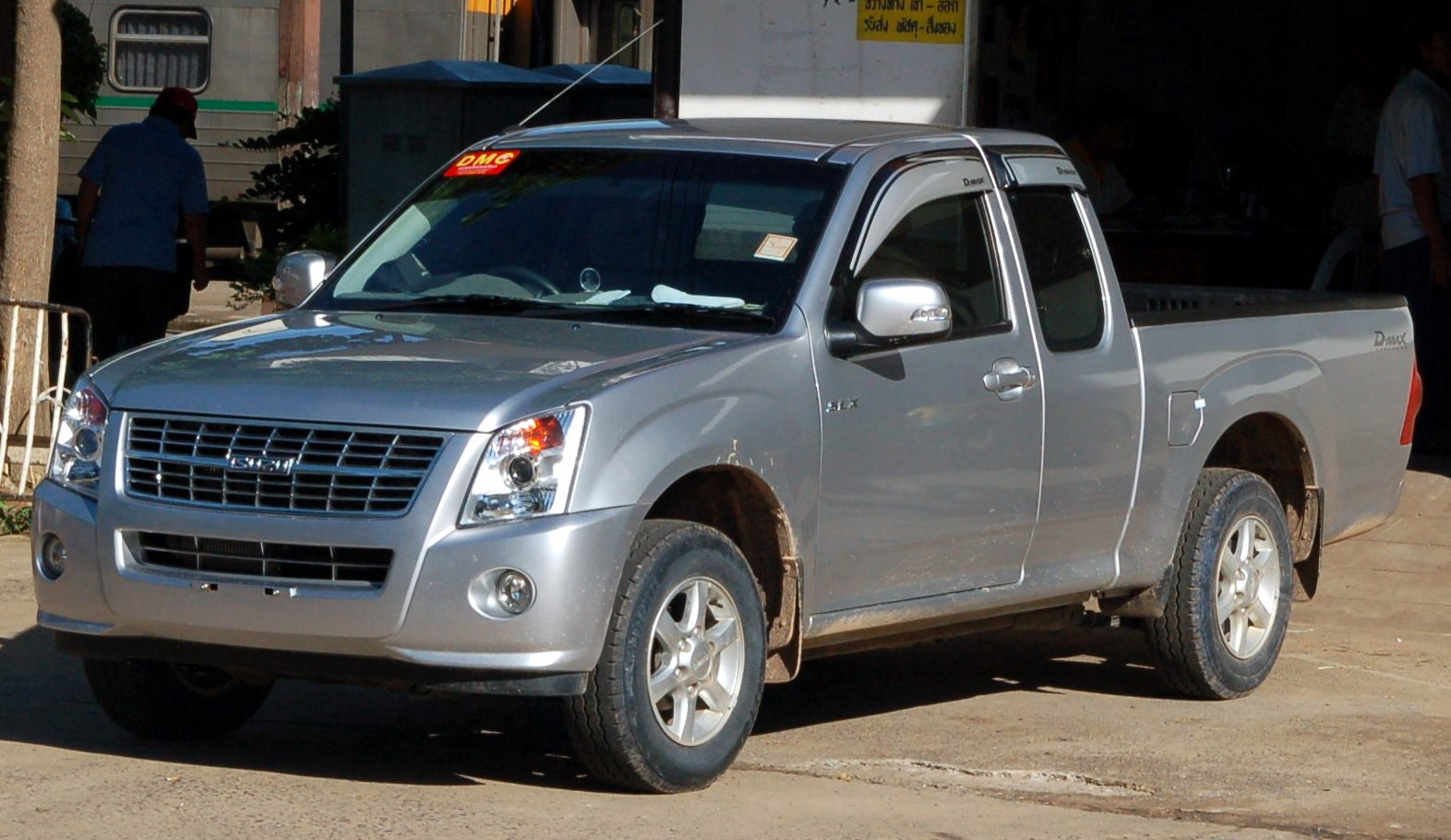
Isuzu D-Max, erste Generation

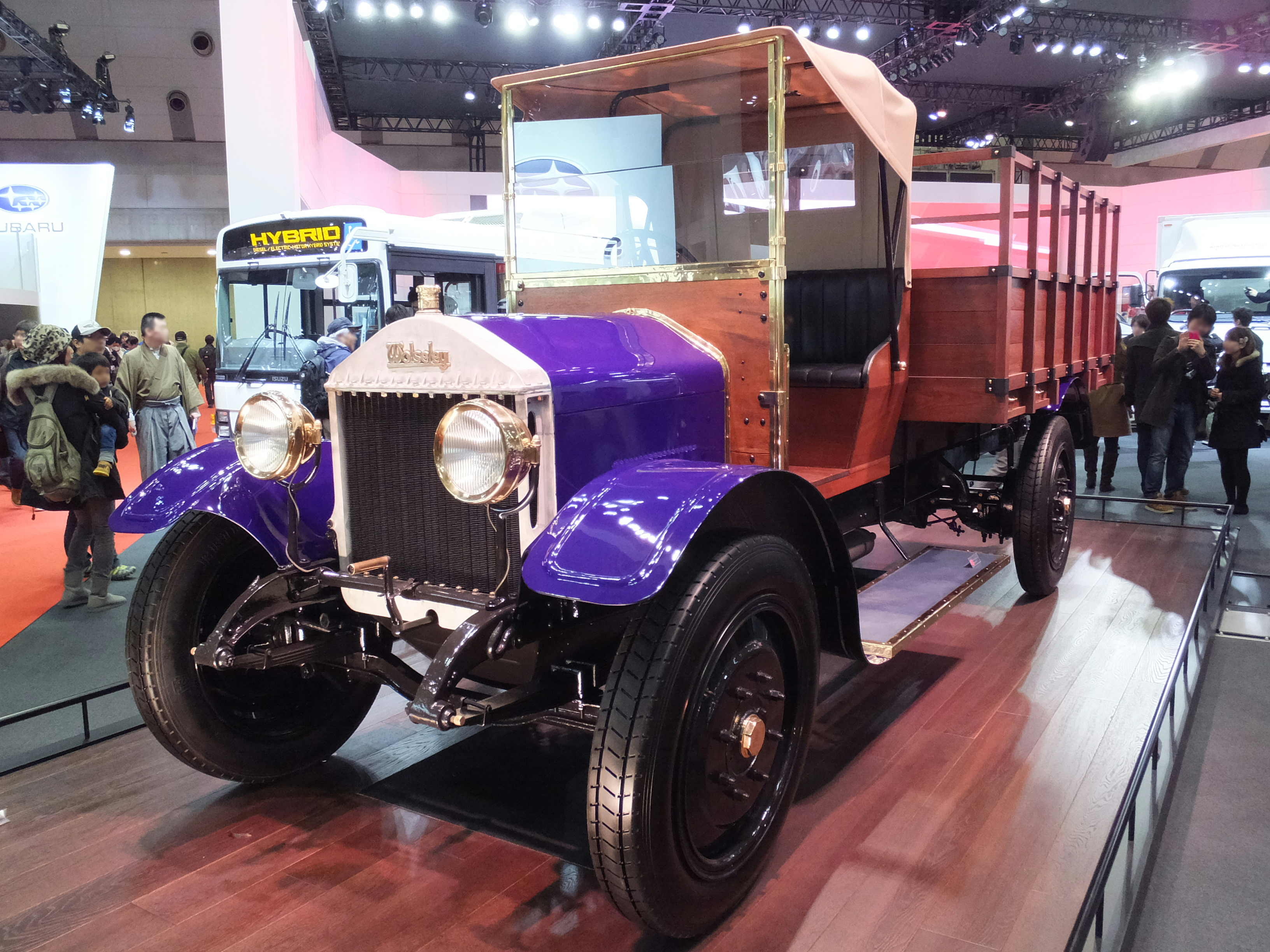
Isuzu-Wolseley CP, 1924

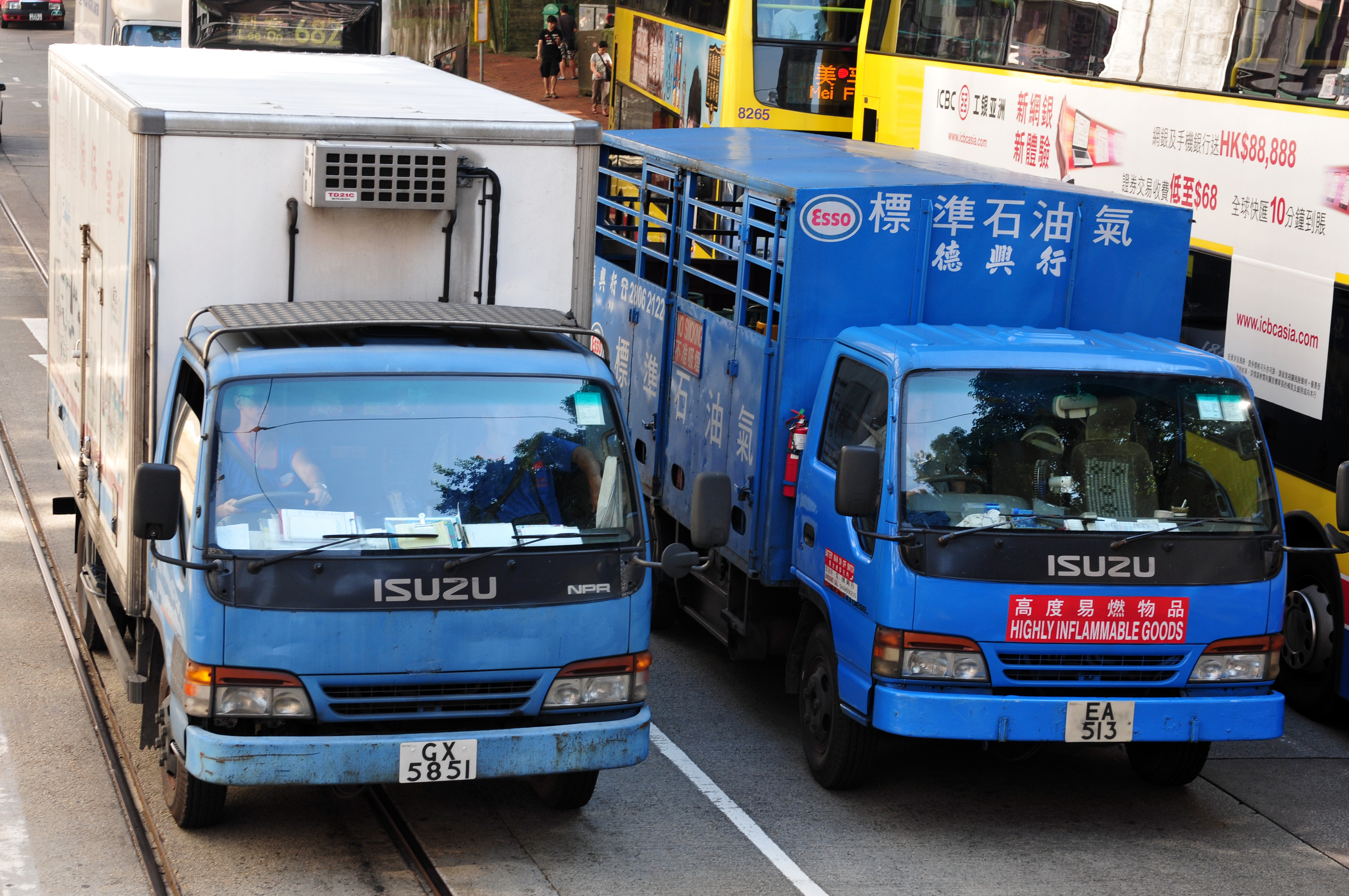
Isuzu-Lkw in Hongkong (2013)

Der gleiche Motor wurde auch von Renault verwendet, und zwar in den Oberklasse-Modellen Vel Satis und Espace 3.0 dCi in Kombination mit einem 5-Gang-Automatikgetriebe. Des Weiteren wurde der Motor noch im Saab 9-5 als 3,0 TiD verwendet. Der 6DE1 hat als 3.0 TiD und 3.0 dCi nur 177 PS und 350 Nm. Der Nachfolger des Euro-3-Motors von Renault hat 181 PS.
Besonders das angenehme Geräuschverhalten und das gleichmäßige maximale Motordrehmoment von 400 Nm über einen weiten Drehzahlbereich überzeugten. Die Motoren galten jedoch bis Baujahr 2004 als unzuverlässig; es traten thermische Probleme auf. Saab und Opel (Z30DT 2009) bieten diese Motoren seit 2005 nicht mehr an.
Der D-Max 2013 hat einen modernen, sparsamen Vierzylinder-Dieselmotor mit gekühlter Abgasrückführung und einem Turbolader mit variablen Schaufeln, jedoch ohne Harnstoffeinspritzung.

### Nach 2000
General Motors verkaufte im April 2006 seine Anteile an Isuzu für ca. 300 Millionen Dollar, behielt aber vorerst die Motorenwerke unter dem Namen Isuzu Motors mit Fabriken u. a. im polnischen Tychy und in Ginsheim-Gustavsburg in Deutschland. 2007 kaufte Isuzu Motors Ltd. die Isuzu Motors Germany GmbH wieder zurück. Das Motorenwerk in Tychy blieb bei GM und wurde 2017 zusammen mit Opel an Groupe PSA verkauft, woraufhin die Produktion von Dieselmotoren auf Ottomotoren für die im slowakischen Trnava produzierten Kleinwagen von PSA umgerüstet wurde.
Auch die Entwicklungsabteilungen in Japan sind im GM-Konzern als GM Isuzu Diesel Engineering limited (GMIDEL) integriert. Somit ist Isuzu derzeit eine eigenständige Marke. Bestehende Kooperationen mit GM sollen aber weitergeführt werden. Die Isuzu Sales Deutschland GmbH in Flörsheim am Main ist seit August 2006 der deutsche Importeur für Isuzu-Nutzfahrzeuge und -Pkw und baute das Händlernetz neu auf. Etwa 2008 wurden leichte LKW auch in Chile montiert.
Toyota kaufte im November 2006 5,9 % der Anteile und war danach der drittgrößte Anteilseigner nach Itochu und Mitsubishi.
2019 wurden für leichte LKW Dieselmotoren mit Katalysator angeboten, die ohne Regeneration und ohne AdBlue die Euro-5-Abgasanforderungen erfüllten. Ebenso im Jahr 2019 war Isuzu weltweit der zehntgrößte LKW-Hersteller. Im März 2021 gründete Toyota mit Isuzu und Hino die Commercial Japan Partnership Technologies Corporation zur Entwicklung elektrischer LKW, die auch für weitere Partner offen ist. Im April 2021 erwarb Isuzu von Volvo die UD Trucks Corporation.

## Identität
Im Vergleich zu anderen japanischen Herstellern hatte Isuzu wenig eigenständig entwickelte Pkw-Modelle im Programm. Vor allem die enge Zusammenarbeit mit General Motors hat dazu geführt, dass Isuzu Fremdentwicklungen wie den Isuzu Gemini produzierte. Außerdem verwehrte es GM Isuzu lange Zeit, mit anderen Unternehmen im Konzern auf deren Heimatmärkten zu konkurrieren oder Fahrzeuge auf diesen Märkten unter eigenem Namen zu verkaufen (zum Beispiel in Australien). Daher ist Isuzu im Ausland eher als Hersteller von Nischenfahrzeugen wie Geländewagen oder Pick-ups, seit 1974 der Faster, seit 2002 D-Max, sowie von LKWs bekannt.

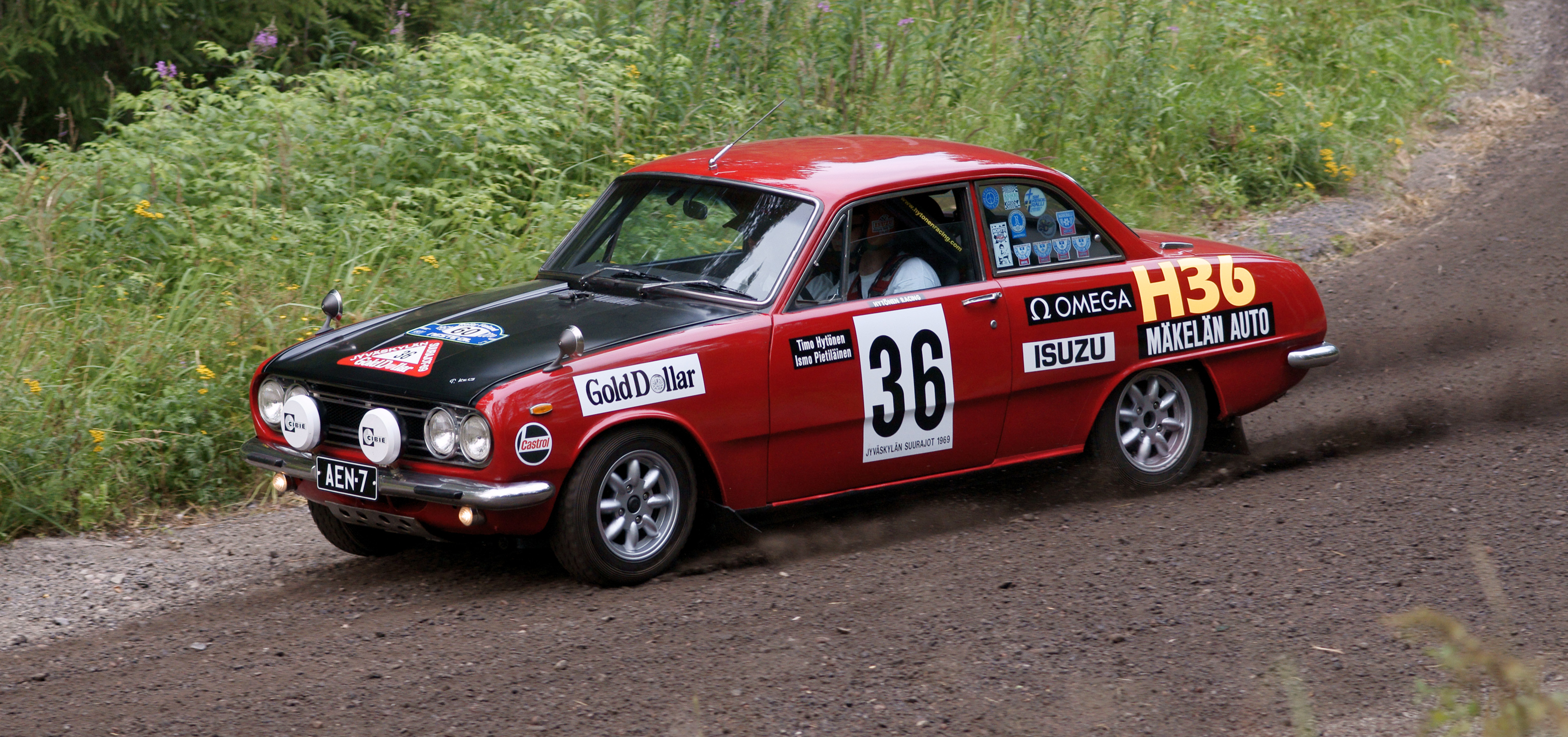
Historischer Isuzu Bellet,
Finnland (2010)

### Rallye-Sport
In den 1960er Jahren nahmen Isuzu Bellet an Rallye-Veranstaltungen teil, seit Ende der 1980er Jahre Isuzu Trooper. Seit 2005 nimmt Isuzu mit dem D-Max an Rallyes teil.

## Modelle

### Pkw, Van, SUV, Geländewagen, Pickups
- 117 Coupé
- Ascender
- Aska
- Axiom
- Bellel
- Bellett
- D-Max (Pick Up, seit 2002)
- Florian
- Geminett
- Geminett II
- Gemini
- I-Mark
- Minx

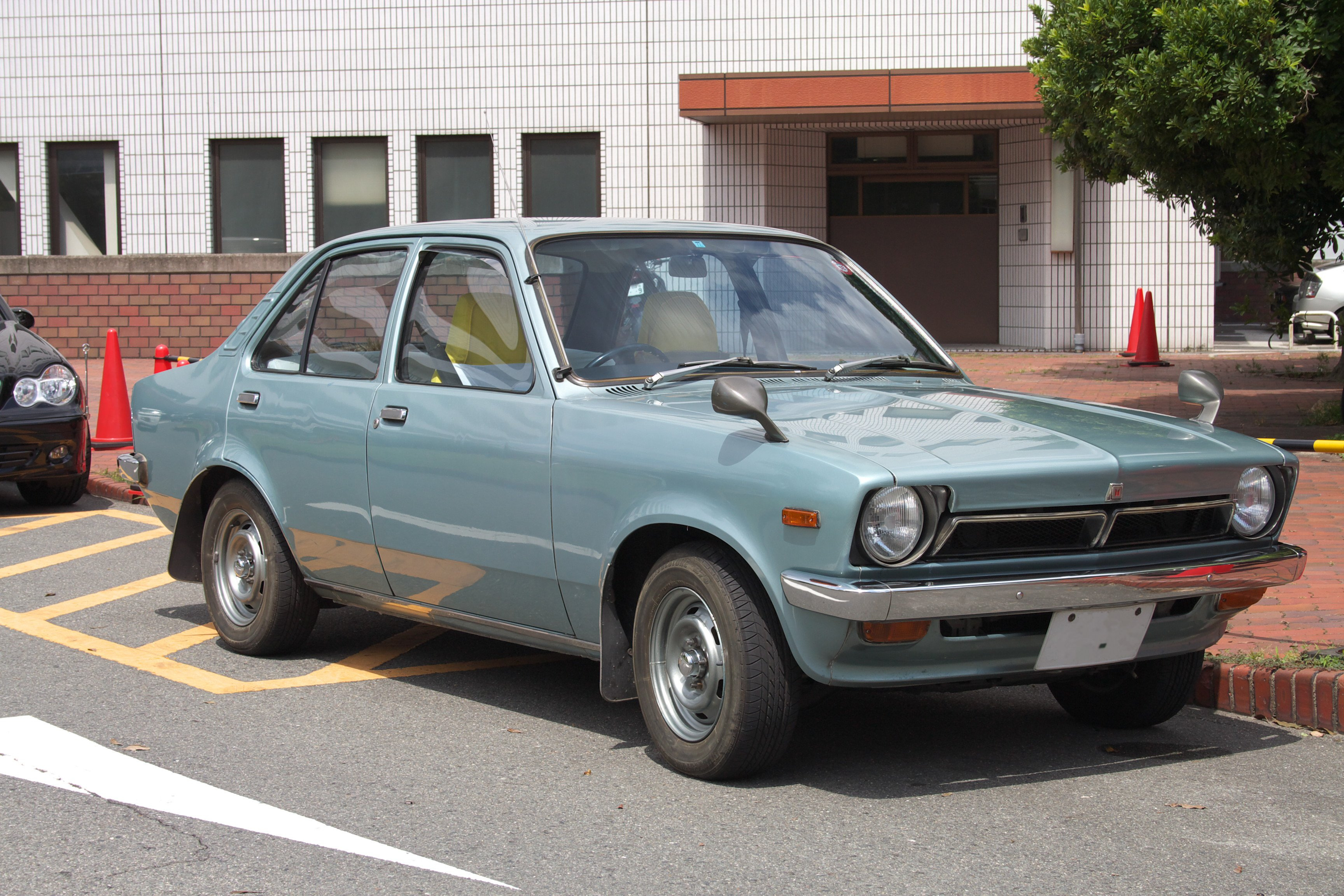
Isuzu Gemini, 1974–1987

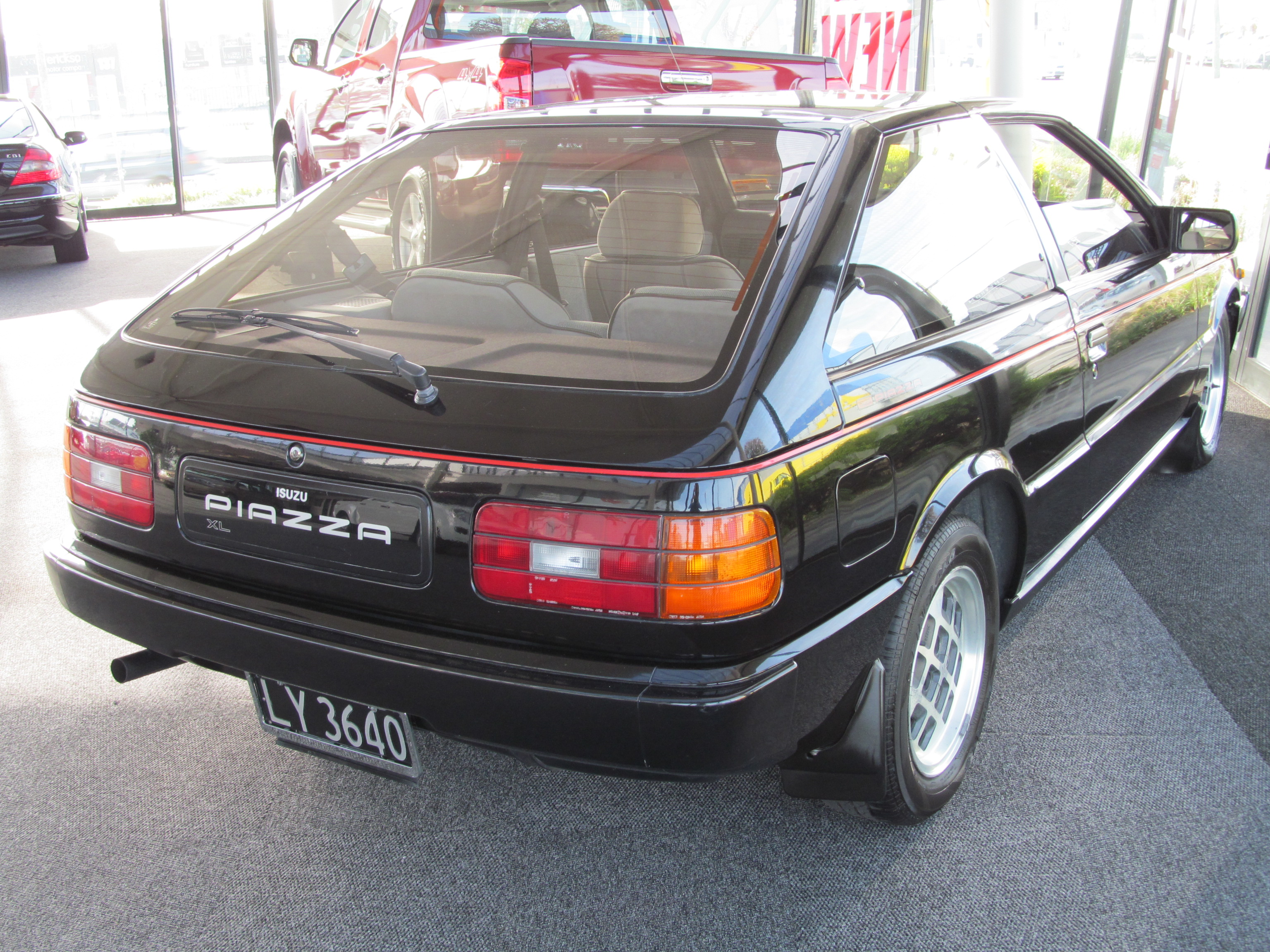
Isuzu Piazza, 1985

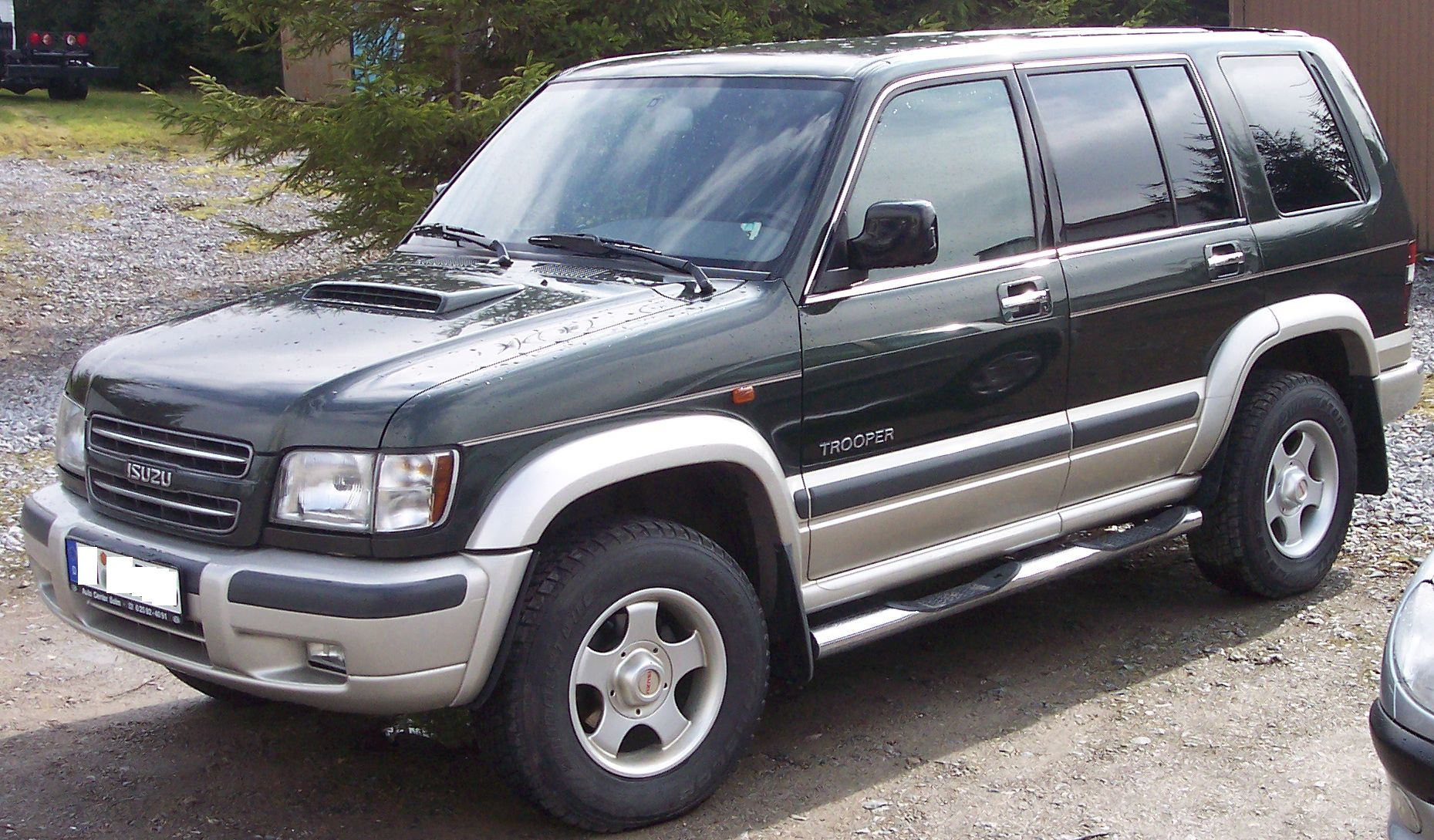
Isuzu Trooper, zweite Generation, 1999

- MU/Amigo/Rodeo Sport (in Deutschland als Opel Frontera Sport verkauft)
- MU-7 (geschlossene Version des D-Max, aktuelles Modell)
- PA Nero
- Panther
- Piazza
- TF (in Deutschland als Opel Campo verkauft)
- Trooper/Bighorn (in Deutschland auch als Opel Monterey verkauft)
- VehiCross
- Wizard/Rodeo (in Deutschland als Opel Frontera verkauft)

### Kleintransporter, Minibusse, Omnibusse, Lkw, Panzer

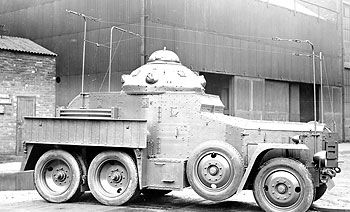
Crossley-Panzerwagen, gebaut in Lizenz ab 1934 in Manchukuo

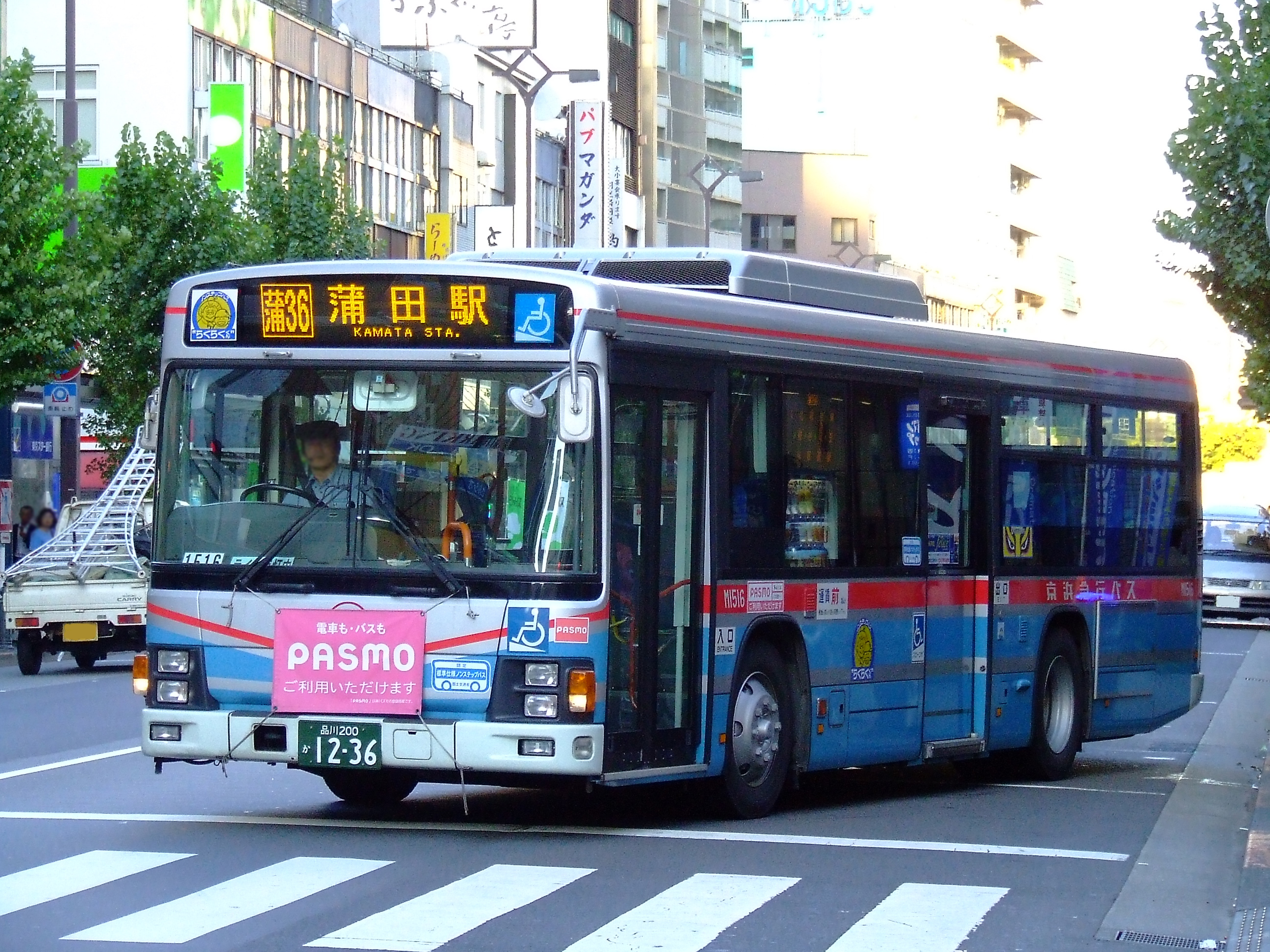
Linienbus Isuzu Erga

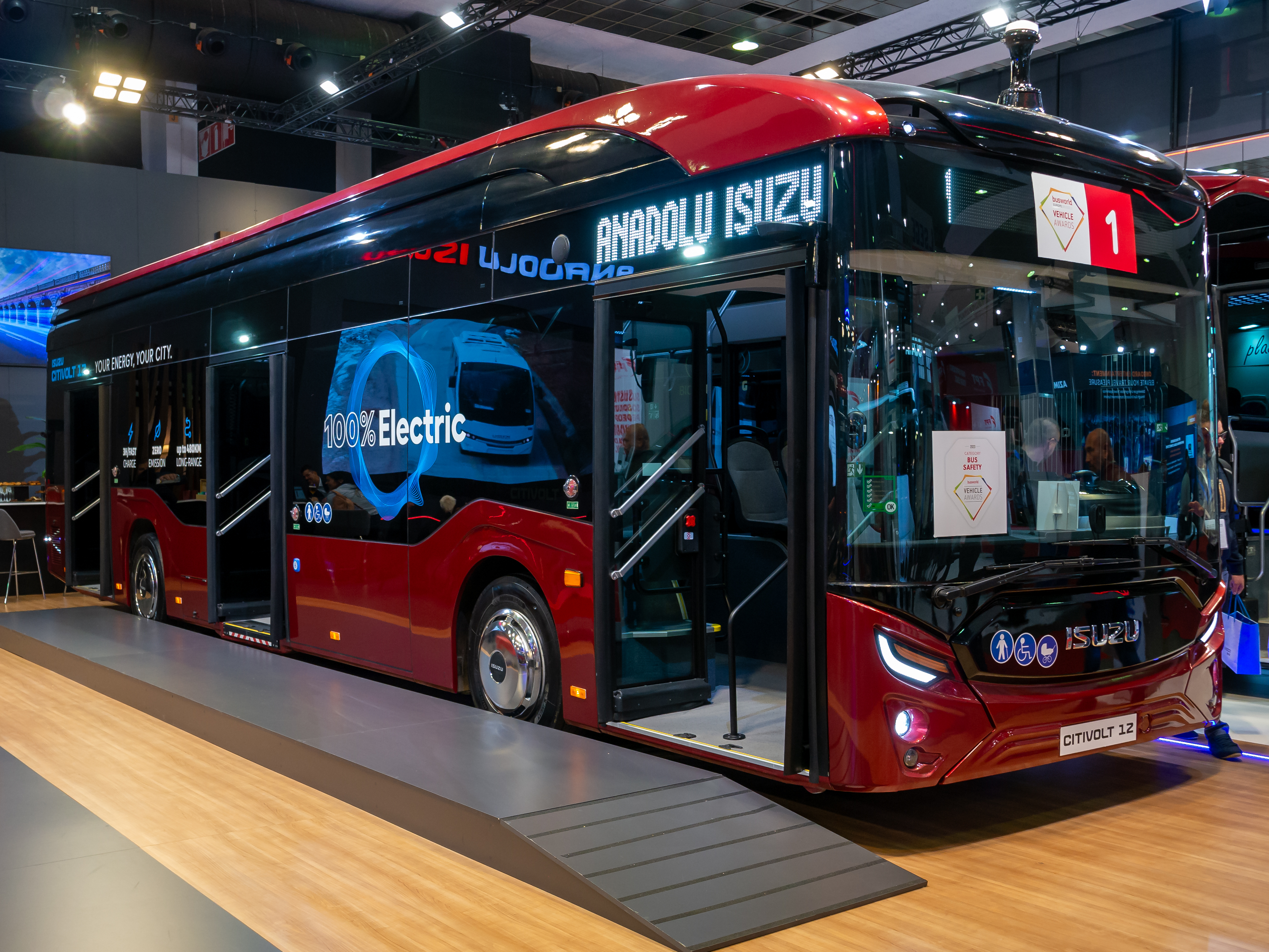
Linienbus Isuzu Citivolt 12

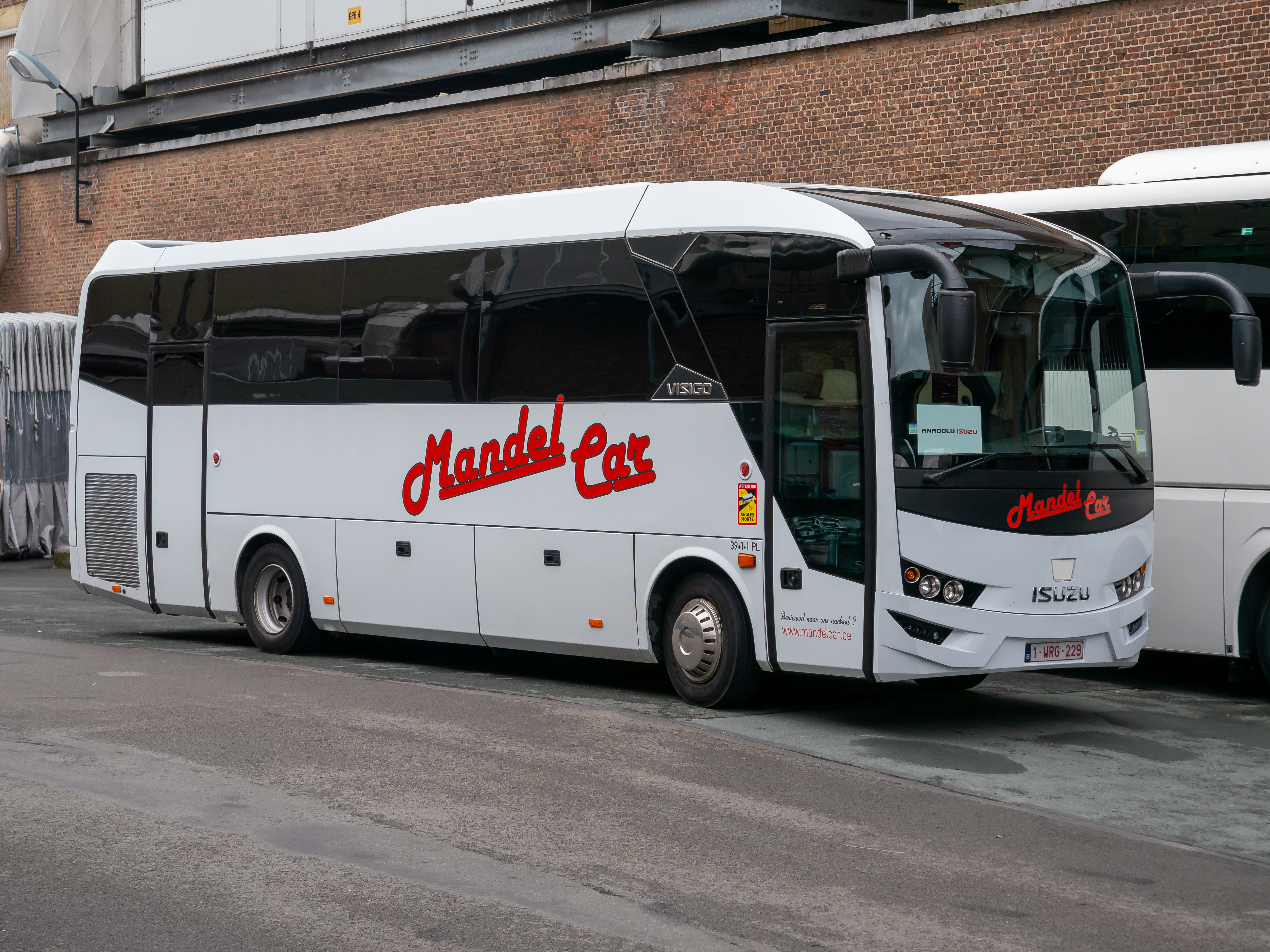
Reisebus Isuzu Visigo

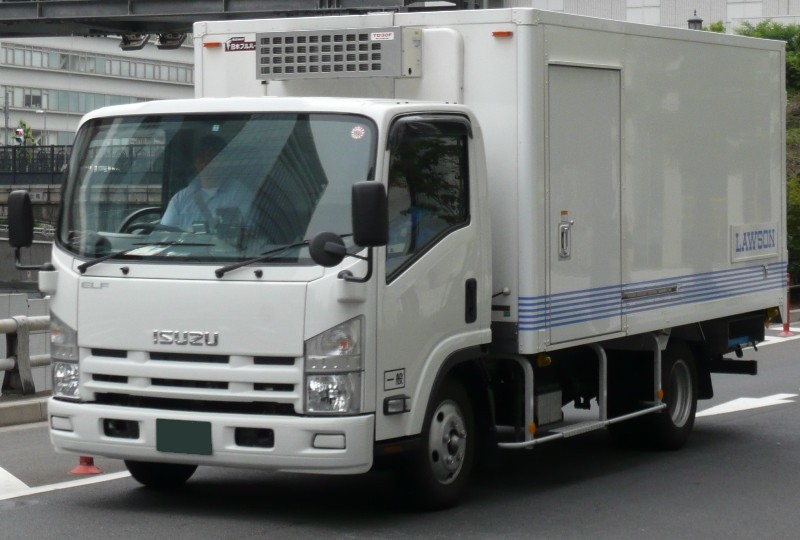
Isuzu Elf

#### Kleintransporter und Minibusse
- Como (Minibus oder Transporter)
- Isuzu Fargo (Minibus oder Transporter)
- Midi (Minibus, leichter Lkw und Transporter)

#### Omnibusse
- Erga / Erga Mio (Linienbus)
- Gala / Gala Mio (Reisebus)
- Journey / Journey J (Kleinbus)
- Citivolt (Linienbus)
- Visigo (Reisebus)

#### Lkw
- Elf / N-Series (leichter Lkw)
- Forward / F-Series (mittlerer Lkw)
- Giga / C- und E-Series (schwerer Lkw, seit 1994[13])